# NGC 6190
NGC 6190 је спирална галаксија у сазвежђу Змај која се налази на NGC листи објеката дубоког неба.
Деклинација објекта је + 58° 26' 21" а ректасцензија 16h 32m 6,4s. Привидна величина (магнитуда) објекта NGC 6190 износи 12,5 а фотографска магнитуда 13,2. NGC 6190 је још познат и под ознакама UGC 10443, MCG 10-23-82, CGCG 298-44, CGCG 299-4, IRAS 16312+5832, PGC 58458.